# Liste der Flughäfen in Sierra Leone
Die Liste der Flugplätze und Flughäfen in Sierra Leone enthält die zivilen Flughäfen und Flugplätze des westafrikanischen Staates Sierra Leone.
| Ort         | ICAO-Code | IATA-Code | Name des Flughafens            | Betreiber |
| ----------- | --------- | --------- | ------------------------------ | --------- |
| Bo          | GFBO      | KBS       | Flugplatz Bo                   |           |
| Freetown    | GFCK      |           | Cockeril Barracks Heliport     | SLAF      |
| Freetown    | GFHA      | HGS       | Flugplatz Hastings             | SLAA      |
| Freetown    |           | JMY       | Mammy Yoko Helipads            | SLAA      |
| Freetown    | –         | –         | Mamamah International Airport* |           |
| Gbangbatoke | GFGK      | GBK       | Flugplatz Gbangbatoke          |           |
| Lungi       | GFLL      | FNA       | Freetown International Airport | SLAA      |
| Kabala      | GFKB      | KBA       | Flugplatz Kabala               |           |
| Kenema      | GFKE      | KEN       | Flugplatz Kenema               |           |
| Magburaka   |           |           | Flugplatz Magburaka            |           |
| Marampa     |           |           | Flugplatz Marampa              |           |
| Port Loko   |           |           | Flugplatz Port Loko            |           |
| Sherbro     | GFBN      | BTE       | Flugplatz Sherbro              |           |
| Tongo       | GFTO      |           | Flugplatz Tongo                |           |
| Yengema     | GFYE      | WYE       | Flugplatz Yengema              |           |

Quelle:
* Flughafenbau eingestellt (Stand 2018)